# 許展榮
許展榮（英語：Keelong Hsu，1988年2月3日—）出生於台北，台灣男演員、歌手、藝人、YouTuber，網路團體這群人TGOP擔任團長、導演、編劇、演員，其雙胞胎弟弟許展瑞為副團長，這群人頻道原經營者，與帳號擁有人，親自組織、管理、經營團體與公司。於所屬團體這群人短片中，曾執導過《超瞎翻唱》、《看電影不搭餐》、《我要看陰地》、《服務業大暴走》、《校園大亂鬥-學生篇》、《校園大亂鬥-老師篇》、《饒舌蒸霸戰》系列等作品，並創作許多廣告作品被客戶粉絲青睞。
2014年以「三個人」名稱推出音樂單曲《皮在癢》，首度跨足歌手身分，2020年更以總導演身分共同製作所屬團體這群人十周年EP共同記憶體。
2021年，與弟弟許展瑞正式簽約華納音樂，並推出《十分鐘的戀愛》、《夏夜晚風》、《魯冰花》等歌曲。近年持續跨足影視界，包含電影客串、網路節目主持、詞曲創作。
2020年，因為疫情，在Facebook上發起《不用見面我們也能打成一片》fight challenge挑戰，邀請超過40位跨界好友共同串聯，吸引超過350萬觀看。
2023年發行原創歌曲《給我你的愛》、《生日快樂死》。
2024年受邀與中國娃娃推出單曲《SisterSister》。
2024年2月15日，宣布停更自己親自經營多年的「這群人」頻道與團體活動，並發布最後一支影片，而後並召集全員合體，描述一路以來的心路歷程與停更細節。
2024年，停更後開始中心放在雙胞胎兄弟榮瑞YT頻道、音樂、短影音創作。
2024年，電影「蝴蝶大夏」客串。
2024年，與中國娃娃再度發行「好熱」並前往泰國節目宣傳。
加入獨立音樂品牌「樂子中心」發行歌曲 「我就是被洗腦」、「哈哈」。

## 發展
2011年8月3日所屬YouTube頻道「這群人TGOP」發表第一支影片並正式出道。
2014年與成員許展瑞、鄭茵聲組成「三個人」發行單曲《皮在癢》，正式踏足音樂圈；並於同年客串電視劇《妹妹》，首次在戲劇圈亮相。
2015年參與電影《我的少女時代》飾演女主角哥哥林誠意，人氣急升。
2016年加入太陽娛樂，並與團員許展瑞、鄭茵聲以「三個人」名義發行單曲《這是我》，該歌曲MV至今創下逾1,000萬次觀看量。
2017年與雙胞胎弟弟許展瑞創立頻道「展榮展瑞K.R Bros （页面存档备份，存于）」，粉絲暱稱為「小榮包」。
2017年，與雙胞胎弟弟許展瑞、茵聲參與《表情符號電影》配音。
2018年與雙胞胎弟弟許展瑞以《展榮展瑞 K.R BROS》的名稱，於YouTube發布歌曲《閃退》，目前已於平台突破280萬觀看。
2019年8月15日，所屬團體頻道突破300萬訂閱，至今仍為全台灣最高訂閱數之YouTube頻道。
2019年，再以《展榮展瑞 K.R BROS》的名稱發布《夜式人生》、《乾脆放手》、《掌控對決》、《安靜了太久》、《愛瘋狂》等五首歌曲；其中《安靜了太久》更為電影《藍波：最後一滴血》中文宣傳曲。
2020年入選Gen.T《亞洲新銳先鋒》，為該獎項中首次以YouTuber身分入選的入榜者。
2021年2月4日，清空所有Youtube與IG的內容，並與雙胞胎弟弟許展瑞宣布加盟華納音樂，發布音樂作品。

## 作品

### 音樂
| 年份 | 歌曲名稱               | 合作藝人                   | 詞                                             | 曲                                   | 備註                                                                            |
| 2014 | 《皮在癢》             | 許展瑞、鄭茵聲             | 三個人（許展榮 / 許展瑞 / 鄭茵聲）             | 小穎Ying-Joy/林理惠                  | 為與展瑞、茵聲共組團體「三個人」作品                                            |
| 2014 | 《難忘的家中美味》     | 鄭茵聲                     |                                                |                                      |                                                                                 |
| 2015 | 《鴛鴦大盜之分手快樂》 | 這群人TGOP                 | 許展榮                                         | 小穎Ying-Joy                         |                                                                                 |
| 2016 | 《這是我》             | 許展瑞、鄭茵聲             | 劉軒蓁Rayray三個人（許展榮 / 許展瑞 / 鄭茵聲） | 倪子岡NESE/劉軒蓁Rayray              | 為與展瑞、茵聲共組團體「三個人」作品                                            |
| 2018 | 《閃退》               | 許展瑞                     | 秦旭章                                         | 余竑龍                               |                                                                                 |
| 2018 | 《卡關》               | 許展瑞、鄭茵聲             | Tipsy Kao                                      | Starr Chen 陳星翰                    | 為與展瑞、茵聲共組團體「三個人」作品                                            |
| 2019 | 《夜式人生》           | 許展瑞                     | 黃信豪 / 許展榮                                | 黃信豪                               |                                                                                 |
| 2019 | 《乾脆放手》           | 許展瑞                     | 饒善強                                         | 李欣怡                               |                                                                                 |
| 2019 | 《掌控對決》           | 許展瑞                     | 章湘柏/許展榮                                  | 章湘柏                               |                                                                                 |
| 2019 | 《安靜了太久》         | 許展瑞                     | 許展榮                                         | 邱鋒澤/張暐弘 Hoong                  | 《藍波：最後一滴血》中文宣傳曲                                                  |
| 2019 | 《愛瘋狂》             | 許展瑞、玖壹壹洋蔥、邱鋒澤 | 梁錦興 / 許展榮 / 許展瑞                       | 黃晟峰                               | Gina客串MV                                                                      |
| 2020 | 《做到死》             | 這群人TGOP                 | 湘柏章 / 許展榮                                | 湘柏章 / 安眠巫師                    | 為這群人十週年紀念EP《共同記憶體》中的主打歌                                    |
| 2020 | 《十年的我》           | 這群人TGOP                 | 崔惟楷                                         | 魏霏 / 張華桔                        | 為這群人十週年紀念EP《共同記憶體》中收錄曲目                                    |
| 2021 | 《十分鐘的戀愛》       | 許展瑞                     | 徐熙娣                                         | 涂惠元                               | 重新詮釋ASOS（大Ｓ、小Ｓ）經典歌曲                                              |
| 2021 | 《夏夜晚風》           | 許展瑞                     | 伍佰                                           | 伍佰                                 | 重新詮釋伍佰&china blue經典歌曲                                                 |
| 2021 | 《愛》                 | 許展瑞                     | 陳大力 / 李子恆                                | 陳大力                               | 重新詮釋小虎隊經典歌曲                                                          |
| 2022 | 《魯冰花》             | RĒD°芮德                   | 姚謙                                           | 陳揚                                 | 華納音樂×好萊塢視效團隊「Digital Domain」2022年末鉅獻特別企劃《2022 NANA JUMP》 |
| 2023 | 《給我你的愛》         | 許展瑞                     | 許展榮 / 許展瑞 / 黃信豪                       | 許展瑞 / 黃信豪                      | 此為原創歌曲                                                                    |
| 2023 | 《生日快樂死》         | 許展瑞                     | 許展榮 / 黃信豪                                | 許展榮 / 黃信豪                      | 此為原創歌曲                                                                    |
| 2024 | 《SisterSister》       | 許展瑞、中國娃娃           | Joe2Fish / 中國娃娃 / 許展瑞 / 許展榮          | Manna Zhu                            | 此為原創歌曲                                                                    |
| 2024 | 《好熱》               | 許展瑞、中國娃娃           | 許展榮/ 許展瑞 Rays/ 理想柏 / 秦旭章           | 許展榮/ 許展瑞 Rays/ 理想柏 / 秦旭章 | 此為原創歌曲                                                                    |

### 電影
| 年份 | 電影名稱         | 擔任角色          |
| 2015 | 《我的少女時代》 | 林誠意            |
| 2016 | 《銷售奇姬》     | 潔哥左右手        |
| 2019 | 《一吻定情》     | 阿銅-阿金的好兄弟 |
| 2024 | 《八戒》         | 金角              |

### 微電影
- 2013年 《新北市政府愛護動物生命教育》

### 電視劇
| 年份 | 作品名稱               | 擔任角色     |
| 2014 | 《妹妹》               | 戴耀起的同學 |
| 2014 | 《一代新兵之八極少年》 | 林飛龍       |
| 2019 | 《一千個晚安》         | 查不         |
| 2025 | 《星空下的黑潮島嶼》   | 電波中隊     |

### 歌曲廣告作品
| 年份 | 作品名稱                               |
| 2016 | 《再會油頭路x再會中港路》ft.海倫仙度絲 |
| 2017 | 《癡情去油哥》ft.海倫仙度絲            |
| 2018 | 《閃退你的油頭》ft.海倫仙度絲          |
| 2021 | 《雪碧 @無渴不爽》                     |
| 2022 | 《給我你的愛》ft.中祥餅乾              |

### 對外執導作品
| 年份   | 作品名稱     | 擔任角色 | 備註                                         |
| 2015年 | 《我們青春》 | 導演     | 歌手李玉璽歌曲，為電影《我的少女時代》中插曲 |
| 2023年 | 《陰影面積》 | 導演     | 守夜人ＭＶ                                   |

### 對外發展
- 周杰倫-《蘭亭序》MV ，展榮客串演出
- FS(Fuying&Sam)－《You are by my side》MV，展榮展瑞客串演出
- 四葉草－《莫名其妙愛上你》MV，展榮展瑞客串演出
- 李玟－《Fancy》MV，展榮展瑞客串演出

### 廣告作品
- 麥當勞 鮮蝦堡
- 昇恆倉
- 蘇格蘭威士忌
- HUAWEI Mate 10 Pro
- 麻古茶坊 - 好喝到爆
- ASUS ZenFone Max Pro
- 新貴派大格酥

- 海倫仙度絲 - 癡情去油哥
- 海倫仙度絲 - 閃退你的油頭
- 荒野行動-網路代言 （8隻廣告）
- 麥當勞-大方烤土司
- 拳皇世界
- Coin master亞洲廣告

### 節目主持
| 年份                          | 節目           | 主持人                 |
| 2018年12月1日 - 2019年2月23日 | 《公主我來了》 | 許展榮、許展瑞、鄭茵聲 |

## 獎項&事蹟
- 2014年5月，與雙胞胎弟弟許展瑞、鄭茵聲共組團體「三個人」發表單曲「皮在癢」，並在當時創下3天內破10萬點閱的紀錄。
- 2017年，與 許展瑞、鄭茵聲受邀為《表情符號電影》角色配音。
- 2018年，與雙胞胎弟弟許展瑞參加《首爾時裝周》，被知名資深攝影師Hugo Lee欽點拍照，Hugo Lee 事後也將此照片在IG發表，兩人成功在國際時尚盛事中亮相。[4]
- 2018年12月8日，與弟弟許展瑞受到知名品牌JUST IN XX設計師周裕穎邀請，登上《台北時裝周》擔任模特兒。[5]
- 2019年1月5日，所屬團體「三個人」參加《2019超級巨星紅白藝能大賞》，首次登上小巨蛋舞台。[6]
- 2019年10月，與雙胞胎弟弟許展瑞受邀參加《2019臺北時裝週》[7]
- 2019年，展榮展瑞獲選為《BEAUTY大美人》8月號封面人物。[8]
- 2019年，威爾史密斯來台宣傳電影雙子殺手，展榮展瑞受邀接待威爾史密斯到寧夏夜市遊玩。
- 2020年入選Gen.T《亞洲新銳先鋒》，為該獎項中首次以YouTuber身分入選的入榜者[9]
- 2022年，展榮展瑞獲選為《My Plus加分誌》4月號封面人物[10]
- 2024年，參演MyVideo 實境節目「這群人在旅行」
- 2024年，獲選Tatler 《2024 Asia's Most Stylish 亞洲風格人士》

## 代言
- 2020年，與這群人擔任漢室復興的代言人
- 2021年，與雙胞胎弟弟許展瑞擔任柯沃斯Ecovacs掃拖機器人的品牌大使
- 2022年，與雙胞胎弟弟許展瑞擔任三星螢幕的代言人
- 2023年，與雙胞胎弟弟許展瑞擔任床的世界的代言人
- 2023年，王道銀行-王道營業中
- 2024年，第一銀行 代言人
- 2024年，魔王我不累 代言人流浪基金會 公益代言人
- 2025年，

## 外部連結
- YouTube上的展榮展瑞K.R Bros （页面存档备份，存于）
- 这群人展荣展瑞的哔哩哔哩个人空间
- 這群人Instagram帳戶 （页面存档备份，存于）
- 許展榮個人Instagram帳戶
- 展榮&展瑞Instagram帳戶
- 展榮&展瑞華納音樂網站 （页面存档备份，存于）